# TT33 Tokarev

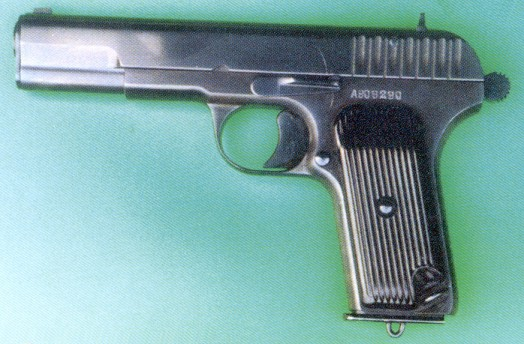

Het 7,62 mm Tokarev TT 33 (Russisch: 7,62-мм самозарядный Пистолет ТТ-33: Тульский, Токарева образца 1933 года, 7,62 mm Samozarjadnyj Pistolet TT-33: Toelski Tokareva obraztsa 1933 goda), semiautomatisch pistool was het standaardwapen van Russische officieren, piloten en tankpersoneel. Als een tank werd uitgeschakeld, had de bemanning ten minste nog een verdedigingswapen.
Het uiterlijk van de Tokarev TT33 komt vrijwel overeen met dat van de FN Browning 1903, terwijl het systeem gelijk is aan de .45 Colt.
Dit pistool is ingericht voor de patroon 7,62x25TT, terwijl er ook patronen 7,63 mm Mauser mee kunnen worden verschoten. De capaciteit van het uitneembare magazijn is acht patronen.
Er wordt gezegd dat als men het in de sneeuw of modder laat liggen het pistool amper kapot kan gaan.